# 安德魯·索斯考特

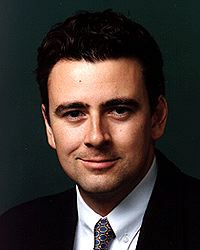

安德魯·索斯考特（Andrew Southcott，1967年10月15日—）是一位澳洲政治人物，他的黨籍是澳洲自由黨。自1996年到2016年，他是布斯比選區選出的澳大利亞眾議院的議員。他先后畢業於阿德萊德大學和弗林德斯大学，在1989年加入自由黨。